# A20 (Groot-Brittannië)
De A20 is een autoweg in Engeland en loopt van Londen naar Dover. De A20 ligt langs de M20, voor auto's de belangrijkste verbinding tussen de twee steden. De A20 is eerder aangelegd dan de M20, delen van de A20 zijn al in de 18e eeuw aangelegd. In tegenstelling tot de A2, die ook Londen en Dover met elkaar verbindt, gaat de A20 via Maidstone, in plaats over Canterbury.
Grote delen ligt de M20 evenwijdig aan de High Speed 1, het spoor van de hogesnelheidslijn van Londen naar Parijs, België en Nederland.
Vooral tussen Swanley en Maidstone, maar ook bij Dover is er in de A20 veel hoogteverschil. Na Maidstone ligt langs bijna de hele weg een fietspad, maar aan één kant van Londen naar Dover links van de weg.

## Steden langs de A20
De volgende steden liggen aan de A20:
- Londen
- Maidstone
- Ashford
- Folkestone
- Dover